# Oktiabrski (Khabàrovsk)
|  | Per a altres significats, vegeu «Oktiabrski». |

Oktiabrski (en rus: Октябрьский) és un poble (un possiólok) del krai de Khabàrovsk, a Rússia, que el 2019 tenia 5.650 habitants. Pertany al districte rural de Vàninski.